# Mikuláš IV. Esterházy z Galanty
Kníže Mikuláš IV. Esterházy z Galanty (maďarsky Galánthai Esterházy IV. Miklós, německy Nikolaus IV. Fürst Esterházy de Galantha; 5. července 1869 Vídeň – 6. dubna 1920 Šoproň) byl uherský šlechtic z rodu Esterházyů. Jako velkostatkář vyvedl svá panství z finanční krize, byl však svědkem zániku velké monarchie.

## Život

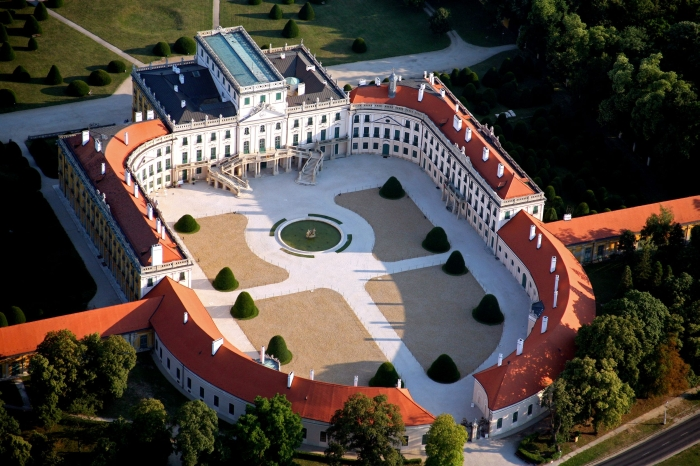
Zámek Esterházy (Fertőd, Maďarsko)

Mikuláš IV. se narodil jako syn knížete Pavla IV. Esterházyho (1843–1898) a jeho manželky Marie, rozené z Trauttmansdorff-Weinsbergu (1847–1876). Po otci převzal rodové dědictví, které představovalo jeden z největších majetků ve střední Evropě. Knížecí linii Esterházyů patřilo v osmi župách přes 224 000 hektarů půdy a řada honosných sídel. Jakmile se ujal úřadu, postaral se o vyřešení nucené správy po finanční krizi způsobené životním stylem jeho prapředka Mikuláše II. Pavlovi IV. se prostřednictvím silných reforem podařilo konsolidovat finance a umořit dluhovou zátěž. To se však, podobně jako při každé finanční reformě v rodině Esterházyů, výrazně odrazilo na štědrosti dobročinnosti a mecenášství. Silně trpěly zejména rodové nemovitosti, zvláště zámek Esterházy (též Esterháza) u Fertődu. Teprve po celkové konsolidaci rodových financí mohla být zahájena obnova zámků, spolu s manželkou věnoval Mikuláš svou pozornost především interiérům zámku ve Fertödu.
Mikuláš absolvoval středoškolská studia ve Vídni a Šoproni, poté vystudoval práva na budapešťské univerzitě a získal titul doktora práv. Krátce sloužil v c. k. armádě, v roce 1891 byl v hodnosti poručíka přeložen do stavu záloh. V roce 1896 byl jmenován c. k. komořím a po otci spolu s knížecím titulem zdědil členství ve Sněmovně magnátů. Mimo aktivní službu byl ve vojsku povýšen v roce 1905 do hodnosti nadporučíka a v roce 1907 obdržel titul c. k. tajného rady. V letech 1912–1918 zastával funkci nejvyššího číšníka Uherského království (Pincernarum Regalium Magister). Politicky vystupoval aktivně na půdě Sněmovny magnátů, kde se zúčastnil práce v několika výborech. Jeho nejtěžší období začalo vypuknutím první světové války spojené s rozpadem monarchie. Snažil se aktivně ovlivňovat situaci účastí na činnosti štábu a kabinetu císaře Karla I. Na panovníka vyvíjel tlak, aby se definitivně vzdal uherské koruny, což však Karel neudělal. Knížeti Esterházymu stále rychleji ubývalo sil. Po zániku monarchie v roce 1918 začal kníže propadat melancholii. Cítil bezprostřední ohrožení svého postavení a měl obavy o správu území, která se rozkládala na území Rakouska a Maďarska, protože hrozil jejich rozkol.
V roce 1903 byl jmenován rytířem Řádu zlatého rouna a za zásluhy během první světové války obdržel Řád železné koruny I. třídy
Kníže Mikuláš IV. Esterházy z Galanty zemřel dne 6. dubna 1920 v Šoproni a byl pohřben po boku své manželky Margit na rodovém hřbitově Esterházyů ve Fertődu, v parčíku asi dva kilometry severovýchodně od zámku Esterházy. Později zde byl pochován také syn Antonín a další členové rodiny. Mikuláš IV. je tak jediný kníže z rodu Esterházyů, který nebyl pohřben ve františkánském klášteře sv. Michala v Eisenstadtu.

### Manželství a potomstvo

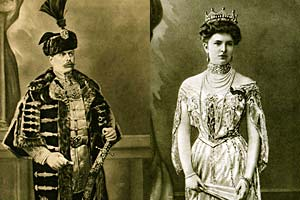
Kníže Mikuláš a jeho manželka Margit

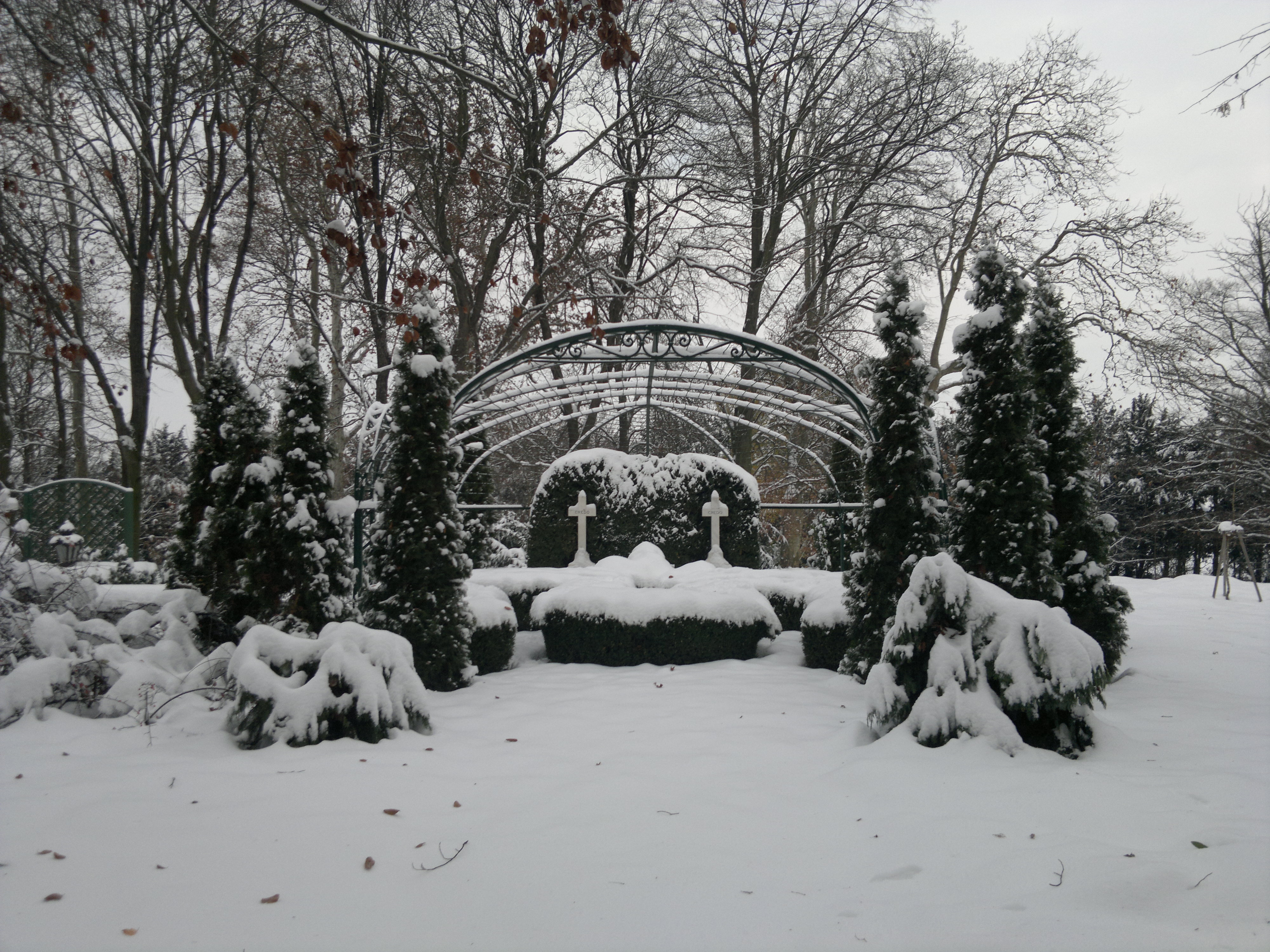
Hroby Mikuláše IV. a jeho manželky Margit

16. listopadu 1898 se oženil s hraběnkou Margit Czirákyovou z Cziráku a Dénesfalvy (1874–1910). Manželé měli pět dětí, z toho tři syny: 
- 1. Marie Rosa (25. 1. 1900 Eisenstadt – 30. 11. 1971 Bernstein im Burgenland)
  - ⚭ (1. 6. 1929 Zsira) János Almásy (7. 9. 1893 Kőszeg – 21. 8. 1968 Bernstein im Burgenland)
- 2. Pavel (V.) (23. 3. 1901 Eisenstadt – 25. 5. 1989 Curych)
  - ⚭ (3. 8. 1946 Budapešť) Melinda Ottrubay (24. 5. 1920 Budapešť – 28. 8. 2014 Eisenstadt), primabalerína Maďarské státní opery[3]
- 3. Antonín Pavel (22. 7. 1903 Lockenhaus – 31. 12. 1944 Sárisáp), automobilový závodník[4][5]
  - ⚭ (22. 10. 1935 Budapešť) Gabriela Apponyiová (24. 4. 1910 Lieskové –16. 2. 1986 Mnichov)
- 4. Ladislav Antonín (4. 6. 1905 Lockenhaus – 5. 1. 2000 tamtéž)
  - ⚭ (17. 11. 1929 Budapešť) Marietta Erdődyová (26. 2. 1905 Everswinkel – 12. 2. 2006 Lockenhaus)
- 5. Bernadette (17. 7. 1910 Fertőd – 18. 4. 1974 Bern)
  - ⚭ (26. 6. 1937 Budapešť) Gyula Széchényi (11. 10. 1910 Achau – 13. 1. 2008 Curych)